# Piragüisme als Jocs Olímpics d'estiu de 2024 - K-4 500m Femení
La prova de K-4 500m femenina de Piragüisme en aigües tranquil·les als Jocs Olímpics de París 2024 serà l'11a edició de l'esdeveniment en unes Olimpíades. La prova es disputarà entre el 6 i el 8 d'agost del 2024 a l'Estadi nàutic olímpic de l'Illa de França, situat al municipi francès de Vaires-sur-Marne.
L'embarcació hongaresa és la vigent campiona de la disciplina olímpica després de guanyar la medalla d'or als Jocs Olímpics de Tòquio 2020. La medalla de plata fou per l'equip belarús i la medalla de bronze la va aconseguir el combinat de Polónia.
L'equip d'Hongria és la selecció més guardonada, amb 4 medalles d'or i 4 medalles de plata, en les 10 edicions que la disciplina ha estat present als Jocs Olímpics.

## Format
El sistema de competició consisteix en un format de 3 rondes (preliminars, semifinals i final), on les embarcacions competiran entre elles per anar avançant en les diferents curses. Les classificacions de cada ronda depenen en les embarcacions de cada cursa i de la posició final. La distància que hauran de recórrer són 500 metres en un caiac amb 4 piragüistes i les 3 primeres embarcacions que quedin en les primeres posicions a la final, guanyaran les medalles.

## Classificació
Totes les places es van assignar en el Campionat del Món de Piragüisme en aigües tranquil·les que es va disputar a Duisburg entre el 23 i el 27 d'agost del 2023.
| Esdeveniment      | Data               | Places | País         | Atletes classificats |
| ----------------- | ------------------ | ------ | ------------ | -------------------- |
| Campionat del Món | 23 - 27 agost 2023 | 10     | Nova Zelanda |                      |
| Campionat del Món | 23 - 27 agost 2023 | 10     | Nova Zelanda |                      |
| Campionat del Món | 23 - 27 agost 2023 | 10     | Nova Zelanda |                      |
| Campionat del Món | 23 - 27 agost 2023 | 10     | Nova Zelanda |                      |
| Campionat del Món | 23 - 27 agost 2023 | 10     | Polònia      |                      |
| Campionat del Món | 23 - 27 agost 2023 | 10     |              |                      |
| Campionat del Món | 23 - 27 agost 2023 | 10     |              |                      |
| Campionat del Món | 23 - 27 agost 2023 | 10     |              |                      |
| Campionat del Món | 23 - 27 agost 2023 | 10     | Espanya      |                      |
| Campionat del Món | 23 - 27 agost 2023 | 10     |              |                      |
| Campionat del Món | 23 - 27 agost 2023 | 10     |              |                      |
| Campionat del Món | 23 - 27 agost 2023 | 10     |              |                      |
| Campionat del Món | 23 - 27 agost 2023 | 10     | Xina         |                      |
| Campionat del Món | 23 - 27 agost 2023 | 10     |              |                      |
| Campionat del Món | 23 - 27 agost 2023 | 10     |              |                      |
| Campionat del Món | 23 - 27 agost 2023 | 10     |              |                      |
| Campionat del Món | 23 - 27 agost 2023 | 10     | Austràlia    |                      |
| Campionat del Món | 23 - 27 agost 2023 | 10     |              |                      |
| Campionat del Món | 23 - 27 agost 2023 | 10     |              |                      |
| Campionat del Món | 23 - 27 agost 2023 | 10     |              |                      |
| Campionat del Món | 23 - 27 agost 2023 | 10     | Sèrbia       |                      |
| Campionat del Món | 23 - 27 agost 2023 | 10     |              |                      |
| Campionat del Món | 23 - 27 agost 2023 | 10     |              |                      |
| Campionat del Món | 23 - 27 agost 2023 | 10     |              |                      |
| Campionat del Món | 23 - 27 agost 2023 | 10     | Hongria      |                      |
| Campionat del Món | 23 - 27 agost 2023 | 10     |              |                      |
| Campionat del Món | 23 - 27 agost 2023 | 10     |              |                      |
| Campionat del Món | 23 - 27 agost 2023 | 10     |              |                      |
| Campionat del Món | 23 - 27 agost 2023 | 10     | Alemanya     |                      |
| Campionat del Món | 23 - 27 agost 2023 | 10     |              |                      |
| Campionat del Món | 23 - 27 agost 2023 | 10     |              |                      |
| Campionat del Món | 23 - 27 agost 2023 | 10     |              |                      |
| Campionat del Món | 23 - 27 agost 2023 | 10     | Noruega      |                      |
| Campionat del Món | 23 - 27 agost 2023 | 10     |              |                      |
| Campionat del Món | 23 - 27 agost 2023 | 10     |              |                      |
| Campionat del Món | 23 - 27 agost 2023 | 10     |              |                      |
| Campionat del Món | 23 - 27 agost 2023 | 10     | Canadà       |                      |
| Campionat del Món | 23 - 27 agost 2023 | 10     |              |                      |
| Campionat del Món | 23 - 27 agost 2023 | 10     |              |                      |
| Campionat del Món | 23 - 27 agost 2023 | 10     |              |                      |

## Medaller històric
| Posició | País              | Or | Argent | Bronze | Total |
| ------- | ----------------- | -- | ------ | ------ | ----- |
| 1       | Hongria           | 4  | 4      | 0      | 8     |
| 2       | Alemanya          | 4  | 3      | 0      | 7     |
| 3       | Romania           | 1  | 0      | 1      | 2     |
| 4       | Alemanya de l'Est | 1  | 0      | 0      | 1     |
| 5       | Belarús           | 0  | 1      | 2      | 3     |
| 5       | Suècia            | 0  | 1      | 2      | 3     |
| 7       | Suïssa            | 0  | 1      | 0      | 1     |
| 8       | Polònia           | 0  | 0      | 1      | 1     |
| 8       | Austràlia         | 0  | 0      | 1      | 1     |
| 8       | Ucraïna           | 0  | 0      | 1      | 1     |
| 8       | Bulgària          | 0  | 0      | 1      | 1     |
| 8       | Canadà            | 0  | 0      | 1      | 1     |